# Calhoun megye (Florida)
Calhoun megye az Amerikai Egyesült Államokban, azon belül Florida államban található. Megyeszékhelye és legnagyobb városa Blountstown. Lakosainak száma 13 648 fő (2020. április 1.). Calhoun megye Jackson, Gadsden, Liberty, Gulf és Bay megyékkel határos.

## Népesség
A megye népességének változása:
| Lakosok száma | 14 634 | 14 766 | 14 726 | 14 682 | 14 462 | 13 648 |
|               | 2010   | 2011   | 2012   | 2013   | 2015   | 2020   |